# Ніколь Госп
Ніколь Госп  (нім. Nicole Hosp, 6 листопада 1983) — австрійська гірськолижниця, олімпійська медалістка.

## Виступи на Олімпіадах
| Олімпіада  | Дисципліна              | Місце |
| ---------- | ----------------------- | ----- |
| Турин 2006 | гігантський слалом      | 4     |
| Турин 2006 | слалом                  | 2     |
| Турин 2006 | гірськолижна комбінація | 5     |
| Сочі 2014  | суперкомбінація         | 2     |
| Сочі 2014  | супергігант             | 3     |
| Сочі 2014  | швидкісний спуск        | 9     |